# Slaget vid Hexham
Slaget vid Hexham, ett slag under Rosornas krig, som utkämpades 15 maj 1464 markerade slutet för lancastriskt motstånd i norra England under början av    Edvard IV:s regeringstid.
Slaget utkämpades nära staden Hexham i Northumberland. John Neville, som senare skulle bli  markis av Montagu, ledde en liten styrka på 3000-4000 man, och besegrade de revolterande lancastrarna. De flesta av rebelledarna tillfångatogs och avrättades, däribland Henrik Beaufort, hertig av Somerset.  Henrik VI, klarade sig dock (han hade blivit tillfångatagen tre gånger tidigare) och flydde norrut. 
Med sina ledare borta, förblev bara några då borgar i rebellernas händer. Efter att dessa föll senare samma år, var inte Edvard IV allvarligt hotad förrän Rikard Neville, earl av Warwick bytte sida 1469.